# Bouillé-Loretz
Bouillé-Loretz is een plaats en voormalige gemeente in het Franse departement Deux-Sèvres in de regio Nouvelle-Aquitaine en telt 1060 inwoners (1999). De plaats maakt deel uit van het arrondissement Bressuire. Bouillé-Loretz is op 1 januari 2019 gefuseerd met de gemeente Argenton-l'Église tot de gemeente Loretz-d'Argenton. 

## Geografie
De oppervlakte van Bouillé-Loretz bedraagt 26,9 km², de bevolkingsdichtheid is 39,4 inwoners per km².
De onderstaande kaart toont de ligging van Bouillé-Loretz met de belangrijkste infrastructuur en aangrenzende gemeenten.

## Demografie
Onderstaande figuur toont het verloop van het inwonertal.